# Hedychium tengchongense
Hedychium tengchongense är en enhjärtbladig växtart som beskrevs av Yi Bo Luo. Hedychium tengchongense ingår i släktet Hedychium och familjen Zingiberaceae. Inga underarter finns listade i Catalogue of Life.